# Thilo Vogelsang
Pour les articles homonymes, voir Vogelsang.
Thilo Vogelsang (né le 14 février 1919 à Brunswick et mort le 2 avril 1978 à Munich) est un historien allemand.

## Biographie
Thilo Vogelsang étudie l'histoire, l'allemand et le latin à Göttingen. En 1949, il termine son doctorat et en 1951, il réussit l'examen d'État pour le service supérieur de bibliothèque. Après cela, Thilo Vogelsang dirige la bibliothèque de l'Institut d'histoire contemporaine de Munich et, à partir de 1962, il est chargé de cours à l'École de sciences politiques de Munich. À partir de 1966, il enseigne l'histoire contemporaine à l'Université de Munich et, en 1973, il est nommé professeur honoraire à l'université technique de Munich. Thilo Vogelsang est directeur adjoint de l'Institut d'histoire contemporaine depuis 1972.
Outre son travail bibliographique (depuis 1953 Bibliographie zur Zeitgeschichte, supplément permanent de la Vierteljahrshefte für Zeitgeschichte) et ses nombreux articles scientifiques, il convient de mentionner les publications suivantes : « La femme souveraine au haut Moyen Âge. Études sur la formule consors-regni » (1954), « Reichswehr, État et NSDAP. Contributions à l'histoire allemande 1930-1932 » (1962), « Hinrich Wilhelm Kopf et la Basse-Saxe » (1963), « Kurt von Schleicher. Un général et un homme politique » (1965), « L'Allemagne divisée » (1966), « L'ère nationale-socialiste. Allemagne 1933 - 1939 » (1967), « Occupation et Reconstruction. Les activités du gouvernement militaire dans la zone d'occupation américaine de l'Allemagne 1944 - 1947 » (1973, avec Conrad F. Latour). Il publie également le journal d'Hermann Pünder (de) "La politique à la chancellerie du Reich" (1961). Thilo Vogelsang est co-rédacteur en chef de l'Encyclopédie de l'histoire et de la politique au XXe siècle (1971) et Annuaire des recherches historiques en République fédérale d'Allemagne (depuis 1974).

## Prix
En 1967, Thilo Vogelsang reçoit le prix Richard-Franck pour les travaux bibliographiques dans le domaine de l'histoire contemporaine, en 1976 la croix d'honneur pour la Science et l'Art de la République d'Autriche.

## Publications
- Die Frau als Herrscherin im Hohen Mittelalter. Studien zur "Consors Regni" Formel, 1954.
- Die Reichswehr und die Politik 1918-1934, 1959.
- Die Außenpolitik der Weimarer Republik 1918-1933, 1959.
- Reichswehr, Staat und NSDAP. Beiträge zur Deutschen Geschichte 1930-1932, 1962.
- Hinrich Wilhelm Kopf und Niedersachsen, 1963.
- Kurt von Schleicher. Ein General als Politiker. Musterschmidt, Göttingen u. a., 1965.
- Die Nationalsozialistische Zeit. Deutschland 1933 bis 1939, 1968.
- Das Geteilte Deutschland. Deutscher-Taschenbuch-Verlag, Munich, 1975.